# Užhorodská unie
Užhorodská unie byla formálním aktem obnovení plného církevního společenství mezi církví byzantského obřadu v Mukačevské eparchii a římskokatolickou církví. Stalo se tak 24. dubna 1646 na zámku Drugetovců v Užhorodě, kde bylo přítomno 63 řeckokatolických kněží (z celkového počtu asi 600 kněží celé Mukačevské eparchie) a jágerský římskokatolický biskup Juraj Jakušič.
Přímo na tomto setkání byl vyhotoven nejspíše jen stručný zápis (objevený roku 2016), podrobnější dokument o uzavření unie máme až z 15. ledna 1652. V něm se jako podmínky uzavření jednoty uvádějí následující body:
- Zaprvé: Abychom si směli zachovat obřady řecké církve.
- Zadruhé: Abychom si mohli volit našeho biskupa, kterého pak předložíme na potvrzení Svaté stolici.
- Zatřetí: Aby nám byly přiznány výsady [katolického] duchovenstva.[2]

Vzorem pro uzavření unie v Užhorodě byla zejména Brestská unie (1595) na území Republiky obou národů. Uzavření Užhorodské unie předcházel pokus o uzavření unie v Krásném Brodě (1614).

## Historické pozadí a okolnosti
Ideu sjednocení pravoslavných s katolickou církví prosazoval zeměpán Juraj III. Druget na Zemplíně a v uzskata stolici. Druget byl odchovancem pražských jezuitů, po rekatolizaci protestantských vesnic soustředil pozornost na své pravoslavné poddané. Pro přípravu sjednocení pozval polského řeckokatolického biskupa Atanáše Krupeckého (1610-1652). Tomu se podařilo získat pro unii 50 ortodoxních kněží z Humenského panství, kteří byli ochotni přijmout sjednocení pod podmínkou, že se v celistvosti zachová byzantsko-slovanský obřad a zvyklosti východní pravoslavné církve. Současně jim měl zemepán J. Druget na svých statcích přiznat takové postavení, jaké měli katoličtí kněží. Do té doby byly pravoslavní kněží v poddanské závislosti, platili poplatky feudální a chodili na roboty. Nevztahovaly se na ně zákony, které katolickému duchovenstvu zajišťovaly přiměřené materiální zabezpečení a společenské postavení. Datum sjednocení byl stanoven na Sestoupení Svatého Ducha, roku 1614 a mělo se uskutečnit v monastýru v Krásném Brodě u Medzilaboriců. Podle popisu očitého svědka se však mezi poutníky zamíchali odpůrci unie, kteří nakonec vyvolali nepokoje, při kterých byl biskup Krupecký napaden a před smrtí ho zachránil pouze zásah drugetovského vojska. Po tomto zásahu provokatéři a část poutníků z Krásného Brodu odešli a přestože Atanáš Krupecký na druhý den chrám posvětil, k uzavření unie nakonec nedošlo.
S biskupem Atanášem Krupeckým na jednání přišli i mniši baziliánů, kteří zůstali na drugetovských majetcích i po neúspěšném sjednocení. Začali působit nejen mezi kněžími, ale i mezi věřícími. Vyvíjeli misijní a pastorační činnost i na pozemcích jiných katolických zeměpánů.
Mezi věřícími pravoslavné církve nebyly magnáti a málo početná byla i drobná šlechta a měšťanstvo. Mukačevští biskupové si uvědomovali, že sjednocením s katolickou církví, tedy přijetím unie, by získali výsady, které patřily katolickým biskupem.
Pravoslavný biskup Bazil Tarasovič v prvním roce svého biskupství (1641) jednal s biskupem Krupeckým o přijetí jednoty s katolickou církví. Když se o tom dozvěděl Juraj Rákoci, uvěznil ho, zbavil biskupského stolce a přinutil k odchodu z Mukačeva. Po třech letech se Bazil Tarasovič vzdal jednoty s katolickou církví a mohl znovu usednout na biskupský stolec v Mukačevu.
Syn Jiřího Drugeta, Jan, začal připravovat novou unii na sjednocení s katolickou církví. Unie nakonec byla uzavřena až po jeho smrti díky jeho manželce Anně a jejímu bratrovi, jágerskému římskokatolickému biskupovi Jurajovi Jakušičovi, který v té době pobýval v Užhorodě. Biskup Jakušič stanovil termín slavnostního aktu, na den sv. Jiří, tj. na 24. dubna 1646. Akt sjednocení pravoslavných a katolíků nebyl pompézní. Po slavnostní bohoslužbě v hradní kapli 63 kněží složilo přísahu do rukou biskupa Jakušiče, veřejně přednesli Nicejsko-konstantinopolské vyznání víry a prohlásili, že věří vše, co katolická církev věřit požaduje a že papeže Inocence X. uznávají za hlavního pastýře svého i celé církve a jednotu uzavírají pod podmínkou dodržení tří uvedených bodů. Velkou zásluhu na uzavření unie měli baziliáni Peter Partenius Petrovič a Gabriel Kosovický.
Akt sjednocení byl potvrzen nejprve uherským primase Jurajem Lipajom (14. května 1648) a později i celouherským synodem biskupů v Trnavě (v září 1648).
Definitivní upevnění Užhorodské unie přinesla volba nového mukačevského biskupa po smrti Bazila Tarasoviče v roce 1651, kdy byl za mukačevského biskupa velkou většinou duchovenstva zvolený bazilián Peter Partenius Petrovič († 1665), velký zastánce unie. De facto se tím ke sjednocení přihlásila většina kněží eparchie. Zajímavé přitom je, že Peter Partenius Petrovič byl na biskupa vysvěcen pravoslavným biskupem Štěpánem Šimonovice z Alby Julie, který ho vysvětil přesto, že věděl, že Petrovič je katolíkem a zastáncem unie.